# Château de la Charnée
Le château de la Charnée est un édifice situé au Veurdre, en France.

## Localisation
Le château est situé sur le territoire de la commune du Veurdre, dans le département de l'Allier, en région Auvergne-Rhône-Alpes, à 2,4 km au sud-est du bourg.

## Description
Le château est constitué d’un corps de bâtiment central, à deux niveaux surmontés de combles, flanqués de deux ailes. De style classique, il est ouvert de cinq portes ou fenêtres et surmonté d'un fronton triangulaire ; deux ailes, en retour d'équerre, ont été ajoutées vers 1840 aux angles,.

## Historique
L'acte le plus ancien concernant le château de la Charnée date de 1298 quand Aimon de Colengi, damoiseau, vendit une partie de ses terres pour rembourser des dettes. Il est acquis en 1667 par Gilbert Alarose et passe par mariage à la famille Jourdier au XVIIIe siècle. Vers 1785, Jean Jourdier, procureur du roi au bailliage royal de Nivernois et siège présidial de Saint-Pierre-le-Moutier, fit construire le château actuel[source insuffisante].